# 馬里諾皮利 (尼科波爾區)
47°50′42″N 34°7′59″E / 47.84500°N 34.13306°E
馬里諾皮利（烏克蘭語：Маринопіль），是烏克蘭中部的村莊，隸屬第聶伯羅彼得羅夫斯克州的尼科波爾區。該村處於巴扎夫盧克河左岸，分別距離舍夫琴科韋3公里和什什基涅1公里，海拔高度42米，2001年人口131。